# Grande Prêmio de Isbergues Feminino
O Grande Prêmio de Isbergues Feminino é uma é uma corrida de ciclismo profissional feminina de um dia que se disputa anualmente em meados do mês de setembro em Isbergues (departamento de Passo de Calais) e seus arredores na França. Na versão feminina da corrida do mesmo nome.
A primeira edição disputou-se no ano 2018 como parte do Calendário UCI Feminino como corrida de categoria 1.2 e foi vencida pela ciclista australiana Lauren Kitchen.

## Palmarés
| Ano  | Vencedor          | Segundo          | Terceiro                  |           |
| ---- | ----------------- | ---------------- | ------------------------- | --------- |
| 2018 | Lauren Kitchen    | Roxane Fournier  | Pascale Jeuland-Tranchant |           |
| 2019 | Christine Majerus | Clara Copponi    | Pascale Jeuland-Tranchant |           |
| 2020 | Chloe Hosking     | Chiara Consonni  | Lauren Kitchen            |           |
| 2021 | Charlotte Kool    | Elisa Balsamo    | Amber van der Hulst       |           |
| 2022 | Chiara Consonni   | Clara Copponi    | Maria Giulia Confalonieri |           |
| 2023 | Valentine Fortin  | Jade Wiel        | Simone Boilard            |           |
| 2024 | Maaike Boogaard   | Victoire Berteau | Alba Teruel Ribes         |           |
| 2025 | cancelado         | cancelado        | cancelado                 | cancelado |

## Palmarés por países
| País          | Vitórias |
| ------------- | -------- |
| Austrália     | 2        |
| Luxemburgo    | 1        |
| Países Baixos | 1        |